# Гумбольдт (тауншип, Миннесота)
Гумбольдт (англ. Humboldt) — тауншип в округе Клей, Миннесота, США. На 2000 год его население составило 239 человек.

## География
По данным Бюро переписи населения США площадь тауншипа составляет 85,7 км², из которых 85,6 км² занимает суша, а 0,1 км² — вода (0,12 %).

## Демография
По данным переписи населения 2000 года здесь находились 239 человек, 82 домохозяйства и 71 семья.  Плотность населения —  2,8 чел./км².  На территории тауншипа расположено 84 постройки со средней плотностью 1,0 построек на один квадратный километр. Расовый состав населения: 99,16 % белых, 0,42 % коренных американцев и 0,42 % приходится на две или более других рас.
Из 82 домохозяйств в 45,1 % воспитывались дети до 18 лет, в 80,5 % проживали супружеские пары, в 3,7 % проживали незамужние женщины и в 13,4 % домохозяйств проживали несемейные люди. 13,4 % домохозяйств состояли из одного человека, при том 4,9 % из — одиноких пожилых людей старше 65 лет. Средний размер домохозяйства — 2,91, а семьи — 3,18 человека.
31,0 % населения — младше 18 лет, 5,9 % — в возрасте от 18 до 24 лет, 26,8 % — от 25 до 44, 26,4 % — от 45 до 64, и 10,0 % — старше 65 лет. Средний возраст — 38 лет. На каждые 100 женщин приходилось 125,5 мужчин.  На каждые 100 женщин старше 18 приходилось 123,0 мужчин.
Средний годовой доход домохозяйства составлял 51 806 долларов, а средний годовой доход семьи —  51 944 доллара. Средний доход мужчин —  39 583  доллара, в то время как у женщин — 20 625. Доход на душу населения составил 21 303 доллара. За чертой бедности находились 2,7 % семей и 2,5 % всего населения тауншипа.